# Eltonåsen
Eltonåsen este o localitate din comuna Nannestad, provincia Akershus, Norvegia, cu o suprafață de 0,49 km² și o populație de 923 locuitori (2013).